# 昆士蘭 (喬治亞州)
昆士蘭（英語：Queensland）是位於美國喬治亞州本希爾縣的一個非建制地區。該地的面積和人口皆未知。

## 地理
昆士蘭的座標為31°47′57″N 83°14′11″W / 31.79917°N 83.23639°W，而該地的平均海拔高度為76米（即249英尺）。